# Байкальская железнодорожная переправа
Байка́льская железнодоро́жная перепра́ва или Байка́льская паро́мная перепра́ва — часть исторической Кругобайкальской железной дороги (КБЖД), связывающей западный и восточный берега озера Байкал, в прошлом — часть Транссибирской магистрали.

## Задачи переправы
С целью установления сквозного железнодорожного сообщения было решено до окончания строительства КБЖД соединить берега озера железнодорожной паромной переправой.

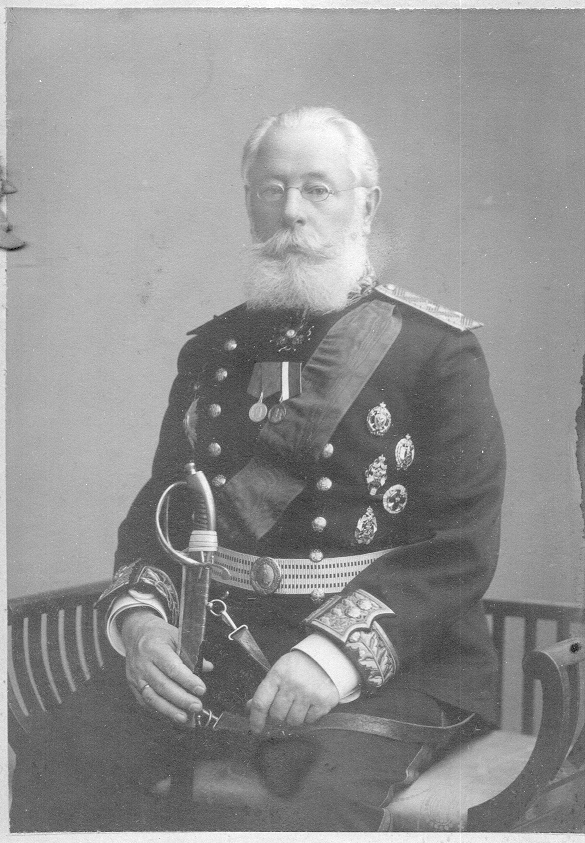
Ф. К. Дриженко — руководитель Гидрографической экспедиции Байкальского озера

По замыслу Комитета по строительству Транссиба после ввода в эксплуатацию основного железнодорожного пути КБЖД Байкальская железнодорожная переправа должна была бы выполнять следующие функции:
- дублирующей железнодорожной ветки (на случай аварий на КБЖД);
- казённого пароходства на озере Байкал;
- железнодорожной паромной «стыковки» с планируемой в перспективе Северобайкальской железной дорогой, которая должна была пройти от северной оконечности Байкала в район Бодайбо (один из первых проектов БАМа)[2].

## Гидрографическое обеспечение
Проект гидрографических исследований озера Байкал составили в 1894 году Ф. К. Дриженко и Ю. М. Шокальский.
В 1895 году была создана Гидрографическая экспедиция Байкальского озера под руководством полковника Ф. К. Дриженко, которая в 1896 году начала рекогносцировочные работы на озере Байкал. Работы экспедиции продолжались в летние сезоны 1897—1902 годов, причём в 1902 году исследовалась река Верхняя Ангара и волок от Верхней Ангары до Бодайбо. Результатом работы экспедиции стали морские навигационные карты и атлас Байкала, лоция озера с описанием физико-географических условий плавания, атлас Верхней Ангары, атлас волока до Бодайбо, построены маяки и метеорологические станции.

## Начало эксплуатации переправы
24 апреля 1900 года паром-ледокол «Байкал» совершил свой первый рабочий рейс, имея на борту 500 пассажиров, 167 лошадей, 2 паровоза, 3 вагона и 1000 пудов груза.
1 августа 1900 года начались рабочие рейсы ледокола «Ангара» по перевозке грузов и пассажиров. 10 октября 1901 года Байкальская железнодорожная переправа была официально принята в эксплуатацию и вошла в состав Забайкальской железной дороги. Общая стоимость комплекса достигла 6,74 млн руб.

## Ледовые трассы переправы
С января 1901 года, после окончания навигации «Байкала» и «Ангары», начала действовать железная дорога, проложенная по льду. Вагоны по ней перегонялись поштучно на гужевой тяге. Параллельно железнодорожной ветке прокладывалось ледовое шоссе. Вместе они должны были, хотя бы частично, заменить паромную переправу. С 9 января началось движение по льду на санях, а с 12 января по ледовой железной дороге.
Впоследствии подобные дороги прокладывались каждую зиму до вступления в строй КБЖД в 1905 году.

## Во время Русско-японской войны
Особенно интенсивно судоходство и ледовые трассы Байкальской железнодорожной переправы действовали во время Русско-японской войны (1904—1905).

## Маршруты переправы
По мере строительства железнодорожного пути со стороны Улан-Удэ к Иркутску на южном берегу Байкала были открыты переправы:
- Порт Байкал — Мысовая,
- Порт Байкал — Мишиха,
- Порт Байкал — Танхой (наиболее короткая).

## Составные части переправы
Байкальская железнодорожная переправа представляла собой сложный комплекс, состоящий из плавсредств, береговых сооружений и обеспечивающего личного состава.

### Плавсредства
- Паром-ледокол «Байкал».
- Грузопассажирский ледокол «Ангара».
- Вспомогательные суда и буксиры.
- Плавучий док.

### Береговые сооружения
- Порт Байкал с вокзалом, причальными стенками, «вилкой» для швартовки ледокола-парома, железнодорожными путями и переходным железнодорожным мостиком для погрузки вагонов и паровозов.
- Портовый комплекс в Мысовой с аналогичными сооружениями.
- Портовый комплекс в Танхое с аналогичными сооружениями.
- Портовый комплекс в Мишихе с аналогичными сооружениями.
- Судоремонтные мастерские со стапелем в Лиственничном.
- Маяки и маячные сооружения.
- Телеграфные станции.

## «Осколки» переправы
В настоящее время от всего сложнейшего инженерного комплекса Байкальской паромной переправы сохранились следующие «осколки»:
- Грузопассажирский ледокол «Ангара» — корабль-памятник, стоящий у плотины Иркутской ГЭС.
- Судостроительная верфь в посёлке Листвянка (бывшие судоремонтные мастерские, хотя никаких сооружений того времени на судоверфи не сохранилось, после распада СССР заброшены).
- Пирс с «вилкой» для швартовки ледокола-парома «Байкал» в посёлке Байкал (подъездные пути разобраны).
- Затопленный плавучий док в посёлке Байкал, превращённый в пирс.
- Маяк в посёлке Байкал.
- Развалины портово-железнодорожных сооружений со снятыми железнодорожными рельсами в посёлке Танхой.

## См. также

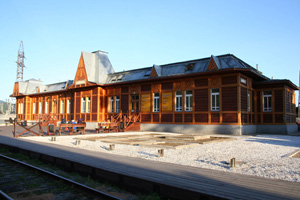
Вокзал станции Байкал